# Baby Come Back (Player)
Baby Come Back is een nummer van de Amerikaanse band Player uit 1977. Het is de eerste single van hun titelloze debuutalbum.
Het nummer werd een grote hit in Noord-Amerika, met een nummer 1-notering in zowel de Amerikaanse Billboard Hot 100 en Canada. In Europa werd het enkel in het Verenigd Koninkrijk en Nederland een bescheiden hitje. In de Nederlandse Top 40 haalde "Baby Come Back" de 21e positie.